# Bombaški napad u Ankari 2016.
Bombaški napad u Ankari 2016. dogodio se 17. veljače 2016. u Ankari, glavnom gradu Turske, kada je u 18.31 sati prema lokalnom vremenu (UTC+2) eksplodirao auto 27-godišnjeg turskog državljanina, Abdulbaka Sonmeza, koji je izvršio bombaški napad na turski vojni konvoj. Abdulak Sonmez pripadao je kurdskoj militantskoj skupini "Sokolovi slobode Kurdistana", koja je i preuzela odgovornost za napad. U napadu je ubijeno 29 ljudi, a 61 osoba je ranjena, a prema navodima lokalne televizije NTV, eksplozija je odjeknula u trenucima najveće prometne gužve. Nakon eksplozije buknuo je požar koji se proširio na nekoliko obližnjih vozila, a cijeli napad dogodio se nedaleko od sjedišta vojnog zapovjedništva i nekoliko ministarstava, zgrade parlamenta i ureda predsjednika vlade.

## Reakcije
- Turska – turski premijer Ahmet Davutoğlu otkazao je odlazak u Bruxelles, a ministar pravosuđa i turske oružane snage osudili napad. Premijer Erdogan poručio je u svojoj izjavi nakon napada sljedeće: Naša odlučnost da odgovorimo na jednak način na napade unutar i izvan naših granica samo postaje jača s takvim djelima.[7]
- Hrvatska – ministar vanjskih i europskih poslova Miro Kovač osobno, i u ime ministarstva, izrazio je sućut zbog stradalih u terorističkom napadu.[13]